# ستيف كليمنت
ستيف كليمنت (بالهولندية: Stef Clement)‏ ولد بتاريخ 24 سبتمبر 1982 في تيلبورخ، هولندا، هو دراج هولندي في صنف سباق الدراجات على الطريق. شارك في دورة الألعاب الأولمبية الصيفية.

## سجل النتائج

### سباقات أو مراحل فاز بها
- بطولة العالم لسباق الدراجات على الطريق

## الميداليات
| الميدالية | المسابقة                                    |
| --------- | ------------------------------------------- |
| برونزية   | بطولة العالم لسباق الدراجات على الطريق 2007 |

## وصلات خارجية
- الموقع الرسمي

## روابط خارجية
- ستيف كليمنت على موقع الاتحاد الدولي للدراجات (الإنجليزية)
- ستيف كليمنت على موقع أرشيف الدراجات (الإنجليزية)
- ستيف كليمنت على موقع إحصائيات الدراجات الإحترافية (الإنجليزية)
- ستيف كليمنت على موقع نسبة الدراجات (الإنجليزية)
- ستيف كليمنت على موقع CycleBase (الإنجليزية)
- ستيف كليمنت على موقع اللجنة الأولمبية الدولية (الإنجليزية)
- ستيف كليمنت على موقع أوليمبيديا (الإنجليزية)